# Eparchie Alexandria (Melkiten)
Die Eparchie Alexandria (lateinisch Archidioecesis Alexandrina Melchitarum) ist eine in Ägypten gelegene immediate Erzdiözese der melkitischen griechisch-katholischen Kirche mit Sitz in Alexandria. Es umfasst das Gebiet von Ägypten, Südsudan und Sudan.  

## Geschichte
Die Gründung der melkitischen Diözese geht auf das Jahr 1772 zurück und beruht auf dem Apostolischen Schreiben Orientalium dignitas von Papst Leo XIII. Seit 1838 ist die Diözese dem Melkitischen Patriarch von Antiochien direkt und unmittelbar zugeordnet, der erste Administrator und Titularpatriarch war Patriarch Maximos III. Mazloum (1833–1855). 
Das Bistum wird seit 1838 von einem Patriarchalvikar, der im Rang eines Bischofs steht, verwaltet. Der erste Vikar war Qoyoumgi Thomas. Von 1940 bis 1970 hat sich die Anzahl der Gläubigen von 35.000 auf ca. 11.000 verringert. Seit 2008 wird die Erzdiözese von Georges Bakar geleitet.

## Weihbischöfe und Patriarchalvikare
- Thomas Qoyoumgi, BS (1835–1836), später Generalsuperior der Basilianer vom Heiligsten Erlöser (1846)
- Basile Kfoury, einziger Bischof von Alexandria (1837–1859)
- Ambrosios (1865–1866)
- Joannitius Massamiri (1867–?)
- Athanase Nasser, Apostolischer Vikar von Alexandria (1879–1902)[2]
- Pierre-Macarios Saba, Weihbischof in Alexandria (1903–1919)
- Etienne Soukkarie Apostolischer Vikar von Alexandria (1920–1921)
- Antonio Farage Patriarchalvikar von Alexandria (1922–1928)
- Dionisio Kfoury, Patriarchalvikat von Alexandria (1932–1954)
- Elias Zoghbi, Patriarchalvikar von Alexandria (1954–1968)
- Joseph Elias Tawil, Weihbischof in Alexandra (1959–1969)
- Paul Antaki, Patriarchalvikar von Alexandria (1968–2002)
- Joseph Jules Zerey, Patriarchalvikar von Alexandria (2002–2008)
- Georges Michel Bakar, Patriarchalvikar von Alexandria (2008–2022)
- Jean-Marie Chami, Patriarchalvikar von Alexandria (seit 2022)